# Dovera
Dovera ist eine Gemeinde mit 3750 Einwohnern (Stand 31. Dezember 2023) in der Provinz Cremona in der italienischen Region Lombardei.

## Lage
Dovera liegt etwa 20 km südöstlich von Mailand. Nach Crema im Osten und nach Lodi im Süden sind es jeweils etwa 6 km. Die Autobahn A 1 verläuft 8 km südwestlich des Ortes.

## Ortsteile

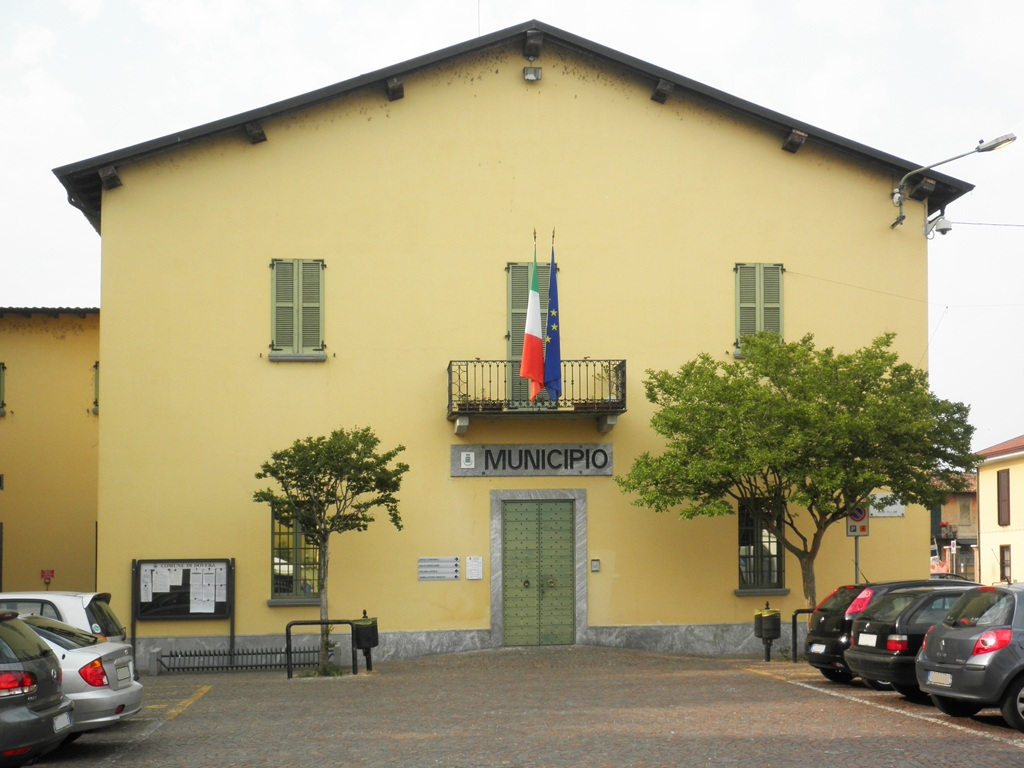
Rathaus

Im Gemeindegebiet liegt neben dem Hauptort die Wohnplätze Barbuzzera, San Rocco, Squazza und Zona Artigianale Paullese.

## Verkehr
Durch die Gemeinde führt die frühere Staatsstraße 472 (seit 2001 Provinzialstraße) von Treviglio nach Lodi.